# Валтаурис, Андрюс Ионо
Андрюс Ионо Валтаурис — советский литовский хозяйственный деятель, Герой Социалистического Труда.

## Биография
Родился в 1932 году в Пурвишкисе. Член КПСС с 1964 года.
В 1949—1952 — пастух колхоза «Суосто» Биржайского района Литовской ССР.
В 1952—1955 — военнослужащий Советской Армии.
В 1955—1959 — тракторист, комбайнер Пабиржской МТС.
В 1959—1990 — тракторист-комбайнёр колхоза «Бяндрас дарбас» Биржайского района Литовской ССР.
Указом Президиума Верховного Совета СССР от 27 декабря 1976 года присвоено звание Героя Социалистического Труда с вручением ордена Ленина и золотой медали «Серп и Молот».
Умер в 2014 году в Биржае.

## Награды и звания
- Герой Социалистического Труда (27.12.1976)
- Орден Ленина (1972, 27.12.1976)